# Jes Bertelsen
Jes Bertelsen (født 27. marts 1946) er dr. phil. i idéhistorie, spirituel lærer og forfatter. 
Bertelsen har siden 1982 været leder af Vækstcenteret i Nørre Snede, som han grundlagde sammen med sin daværende kone, Hanne Kizach. I sin undervisning tager han udgangspunkt i hvad han beskriver som erfaringsbaseret undersøgelse af sindets natur, og han søger en syntese mellem østlige og vestlige spirituelle belæringer og praksis, baseret på moderne psykologisk, filosofisk og videnskabelig tænkning. En række af hans bøger er oversat til tysk.

## Akademisk baggrund
Jes Bertelsen er uddannet i idéhistorie af blandt andre professor Johannes Sløk på Aarhus Universitet, hvor Jes Bertelsen underviste fra 1970 til 1982. Hans forfatterskab omfatter 20 bøger, startende med den guldmedaljevindende magisterafhandling "Kategori og afgørelse – Strukturer i Kierkegaards tænkning" (1972). Titlen på hans doktordisputats om bl.a. Kierkegaard, Jung og Kant er ”Ouroboros – en undersøgelse af selvets strukturer” (1974). I senere dele af forfatterskabet forlader han i større eller mindre grad den akademiske tradition og fokuserer på psykologi, selvudvikling og bevidsthedsfilosofi i kombination med meditative anvisninger. Fra omkring 2006 har han også været involveret i videnskabelig undersøgelse af de neurologiske resultater af meditativ praksis. I 2008 udkom "Bevidsthedens flydende lys – Betragtninger over begrebet apperception hos Immanuel Kant og Longchenpa", hvor Jes Bertelsen søger at skabe bro mellem østlig og vestlig forståelse af bevidsthedsbegrebet. I 2009 var han medforfatter til en artikel offentliggjort i det videnskabelige tidsskrift NeuroReport: "Long-term meditation is associated with increased gray matter density in the brain stem".

## Jes Bertelsen som spirituel lærer
Fra 1978 til starten af 1980'erne var Jes Bertelsen elev hos den irskfødte healer Bob Moore, hvis undervisning har rødder i den teosofiske tradition. Dette afspejler sig i den tidlige del af Jes Bertelsens virke, hvor han blandt andet beskæftiger sig med sammenhænge mellem den almindelige bevidsthed og østlige beskrivelser af chakrasystemet og ikke-fysiske energistrømme samt symboler fra drømmebevidstheden, oplevelser af udvidede bevidsthedstilstande og clairvoyance. Blandt Jes Bertelsens inspirationskilder fra den kristne tradition er Thomas-evangeliets skildring af Kristus og østkirkens hjertebønstradition. Endvidere har han med inspiration i østlige tantriske traditioner beskæftiget sig med sammenhængen mellem livsenergi, seksualitet, kærlighed og spiritualitet.
I 1989 mødte Jes Bertelsen den tibetansk buddhistiske lærer Tulku Urgyen, der, ifølge ham selv, gav ham bemyndigelse til at undervise i dzogchen, udpegning af sindets natur, tregchöd og thödgal på måder der efter hans eget skøn passer til den vestlige kulturbaggrund. Dette afspejler sig i den senere del af forfatterskabet og Jes Bertelsens undervisning, der i stigende grad har fokuseret på meditativ træning. 
Jes Bertelsen anser det for muligt at træne sindet, og han ser meditativ praksis som en graduelt fremadskridende proces, der handler om både at stilne sindet og at tillade empatisk åbenhed og hjertelighed. På linje med andre røster i den internationale dialog om bevidsthed, spiritualitet og religion mener han, at det er muligt at frisætte og almengøre elementer af spirituel træning, som tidligere har været indkapslet i religiøse traditioner. Han har i denne sammenhæng arbejdet med at forenkle og almengøre nogle pædagogiske redskaber, som lærere kan anvende i forhold til børn i folkeskolealderen.
Jes Bertelsen beskriver i flere af sine bøger de særlige muligheder og udfordringer som han mener findes i de sekulariserede skandinaviske samfund i forhold til at udvikle erfaringsbaseret spiritualitet. Han skelner mellem den iboende spiritualitet, som han mener alle mennesker er fælles om at have, og individets mulighed for aktivt at træne og udvikle den spirituelle intelligens. Han mener en sådan indsats skal baseres på "demokratisk forståelse, åbenhed over for det kristne kulturgrundlag, ligestilling mellem mænd og kvinder og en videnskabelig grundindstilling".

## Religionsvidenskabelig kategorisering af Jes Bertelsen
Af den danske religionsforsker Helle Hinge er Jes Bertelsen blevet karakteriseret som eksponent for new age-bevægelsen. I Den Store Danske Encyklopædi beskriver religionsforsker Mikael Rothstein Jes Bertelsen som "centrum i en egentlig religionsdannelse" og anfører fejlagtigt Jes Bertelsen som "dybdepsykolog". Selv afviser Jes Bertelsen både new age- og religionsprædikaterne. Han har om new age-verdensanskuelsen sagt at den indeholder en række fornuftige elementer men kan være overfladisk og præget af løfter om hurtige løsninger.

## Kritik af Jes Bertelsen
Den nu afdøde leder af den kristent apologetiske organisation Dialogcentret, dr. theol. Johannes Aagaard har kritiseret Jes Bertelsen for at sammenblande kristne og østlige traditioner, og har i denne sammenhæng kategoriseret Jes Bertelsen som "en af de mest indflydelsesrige skribenter og ideologer indenfor nyreligiøse miljøer i Danmark" og siden som "gnostisk".
En beslægtet kritik ud fra en troende kristen anskuelse, er siden 2006 blevet fremført offentligt af Annette Leleur og Frank Robert Pedersen som indtil starten af 1990’erne var tilknyttet Vækstcenteret. Siden 2007 har de fremført deres kritik under navnet Infogruppen. De ser Jes Bertelsen som repræsentant for en elitær tænkning, som de finder i strid med den demokratiske grundtanke. De finder det især kritisabelt at Jes Bertelsen de senere år har interesseret sig for at udbrede pædagogiske metoder til undervisning i opmærksomhedstræning og spiritualitet i den danske folkeskole, da de ikke mener at en person med Jes Bertelsens baggrund kan gøre dette værdineutralt.

## Sammenfatning af forskellige syn på Jes Bertelsen
Synspunkterne på Jes Bertelsen spænder, som det kendes i relation til andre karismatiske spirituelle lærere, fra ukritisk entusiasme til stærkt kritiske holdninger.